# Kongsberg Automotive Holding
Die Kongsberg Automotive Holding ist ein Automobilzulieferer mit Hauptsitz in Kongsberg in Norwegen. Das Unternehmen ist mit Standorten in Europa, beiden Amerikas sowie Asien vertreten und erwirtschaftete 2021 mit 5.624 Mitarbeitern einen Umsatz von ca. 788 Mio. Euro.

## Geschichte
Die Firma Kongsberg Våpenfabrikk begann die Produktion von Bauteilen für den Nutzfahrzeughersteller Volvo im Jahr 1957. Im Jahr 1987 wurde die Automobilsparte von den Mitarbeitern erworben (Employee-Buy-out) und das Unternehmen Kongsberg Automotive somit eigenständig. Ein Unternehmensstandort in Dassel, Deutschland, wurde im Jahr 2011 geschlossen. Der Standort wurde zuvor im Zuge der Übernahme der Teleflex Automotive erworben. Ein weiterer Standort mit 57 Mitarbeitern in Heiligenhaus wurde Ende 2017 geschlossen. Im Jahr 2017 wurde die operative Hauptverwaltung nach Zürich in die Schweiz verlegt.

## Unternehmensbereiche und Standorte
Das Unternehmen ist in zwei Hauptunternehmensbereiche gegliedert:
- Powertrain & Chassis Products
- Specialty Products

Deutscher Standort des Unternehmens mit rund 50 Mitarbeitern ist in Hallbergmoos.

## Börse und Aktionärsstruktur
Das Unternehmen ist eine Aktiengesellschaft und an der Osloer Börse gelistet (unter KOA). Das Grundkapital der Gesellschaft ist eingeteilt in rund 1,05 Milliarden Aktien. Die 20 größten Anteilseigner halten Mitte Mai 2025 rund 32 % aller Unternehmensanteile, darunter mehrere internationale Investmentgesellschaften sowie norwegische Pensionsfonds.
Das Unternehmen wird seit März 2025 von CEO Trond Fiskum geleitet.